# Estudio fútbol
Estudio Fútbol fue un programa de televisión argentino conducido por Alejandro Fabbri, junto a Gastón Recondo, Marcelo Palacios, Horacio Pagani, Leonardo Farinella, Esteban Edul y Juan Pablo Marrón. Estudio Fútbol se estrenó en marzo de 2002, por TyC Sports. Se emitió de lunes a viernes a las 13:00. Fue un resumen diario de lo más importante de la Primera División de Argentina, participaciones de equipos argentinos en competencias internacionales, como Copa Libertadores y Copa Sudamericana, también se analiza a la Selección, entre otras cosas.
En el programa solía haber invitados, móviles en vivo y el debate entre los mismos panelistas, con estilos diferentes bien marcados. También (generalmente los lunes, cuando la fecha, o parte de ella, se ha completado) se calificaban las actuaciones arbitrales de los diferentes partidos, poniendo un puntaje del 1 al 10 a cada árbitro, y elaborando un 'promedio', con la participación de Horacio Elizondo.
Además, en el programa se elaboraba un "ping-pong" por cada partido de Primera División, haciendo referencia a las situaciones de gol que pueda tener cada equipo. Quien tenga más situaciones de gol (obviamente, si no hay igual cantidad de situaciones en ambos equipos) se considera ganador del mencionado ping pong. Entre otras cosas, también se analizaba el creciente poder que tienen los barras de los distintos clubes del Fútbol Argentino. El periodista Gustavo Grabia fue el encargado de esta sección del programa.

## Periodistas
También llamados corresponsales, son los que se encargaron día a día a cubrir algún club, o a la selección, brindando información, declaraciones, tanto grabadas previamente o en vivo (entrevista).
- Leandro "Tato" Aguilera (Boca Juniors)
- Martín Arévalo (Selección argentina), (Boca Juniors)
- Juan Cortese (River Plate)
- Joaquín Bruno (Racing Club)
- Antonio "Tony" Arrighi (San Lorenzo)
- Germán Alcaín (Independiente)
- Víctor Tujschinaider (Boca Juniors), (Selección argentina), (también Selecciones juveniles)
- Ignacio Tara (Estudiantes de La Plata), (Gimnasia y Esgrima de La Plata)
- Carlos "Tati" Paultroni (Newell's Old Boys)
- Rodrigo Mendoza (Rosario Central)
- Rodrigo Mengual (Vélez Sarsfield)
- Mariano Antico (Lanús), (Arsenal de Sarandí), (AFA)
- Adriel Driussi (Colón), (Unión)
- Patricio Burlone (Quilmes), (Huracán), (Banfield)
- Mariano Grosman (Tigre)
- Gastón Edul (Varios clubes)
- Lautaro Salucho (Varios clubes)
- Jordán Gallicchio (Varios clubes)
- Mariano Luis Larré (Varios clubes)
- Pablo Sincini (Varios clubes)
- Ezequiel Fretes (Varios clubes)
- Luis Bianchini (Atlético Tucumán)

## Estudio Fútbol en Mar del Plata
Desde enero de 2007 hasta enero de 2020 , el programa se transmitía en  Punta Mogotes, Mar del Plata, junto con No Todo Pasa, otro de los programas del canal.

## Premios y nominaciones
- Martín Fierro de Cable
- Mejor Programa Periodístico Deportivo
- Ganador (1): 2005[1]
- Nominado (5): 2008,[2] 2009,[3] 2010,[4] 2011,[5] 2012[6]
- Mejor Programa Periodístico de fútbol
- Ganador (-):
- Nominado (1): 2006[7]

## Distinciones individuales
- Martín Fierro de Cable
- Labor periodística deportiva
- Ganador (2): Alejandro Fabbri, 2006;[7] Horacio Pagani, 2007[8]
- Nominado (1): Leonardo Farinella, 2012[6]